# Trolleybus d'Iaroslavl
Le trolleybus d'Iaroslavl (en russe : Ярославский троллейбус) est un des systèmes de transport en commun d'Iaroslavl, dans l'oblast de Iaroslavl, en Russie.

## Matériel roulant

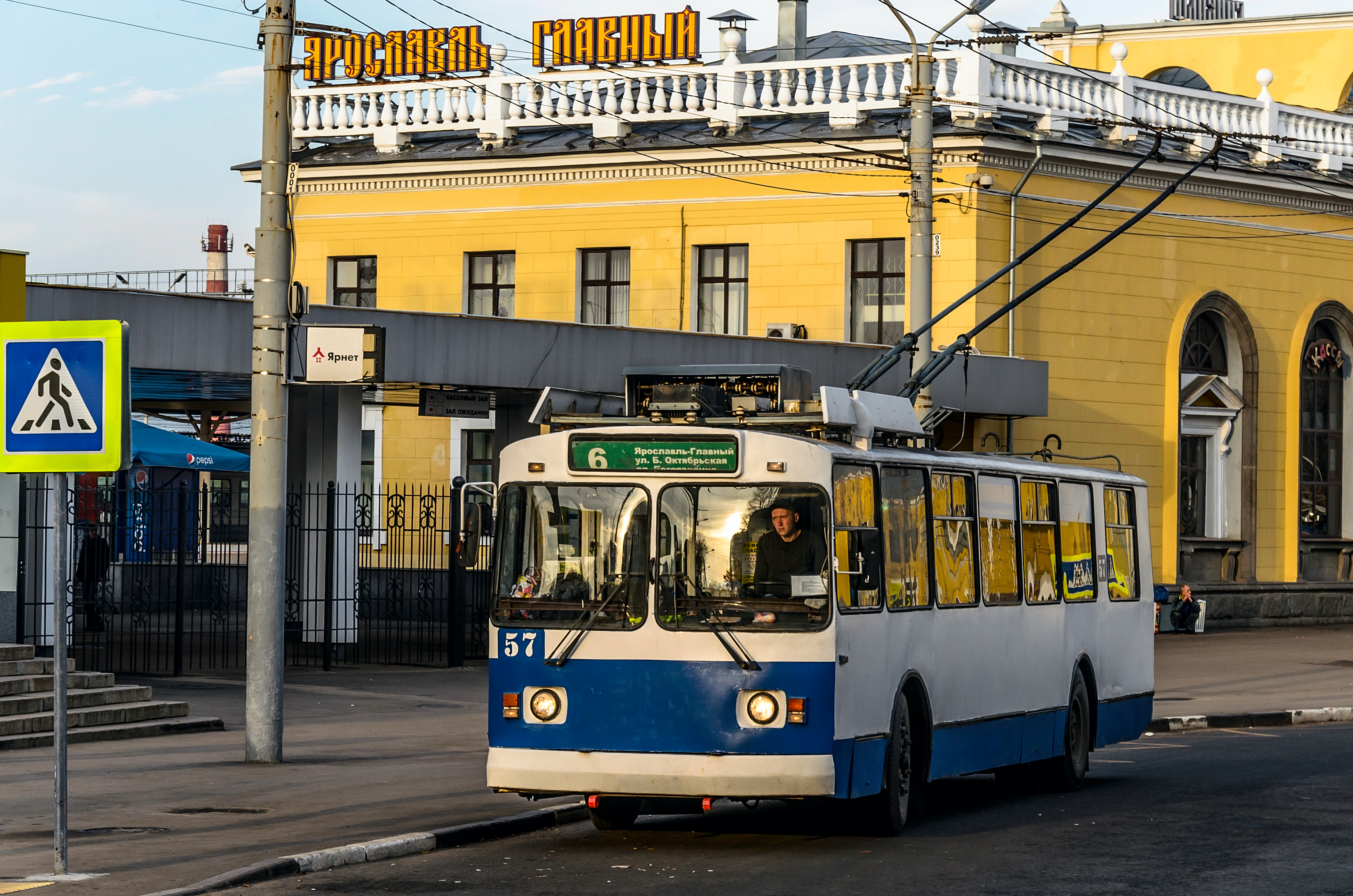
Modèle ZiU-682G

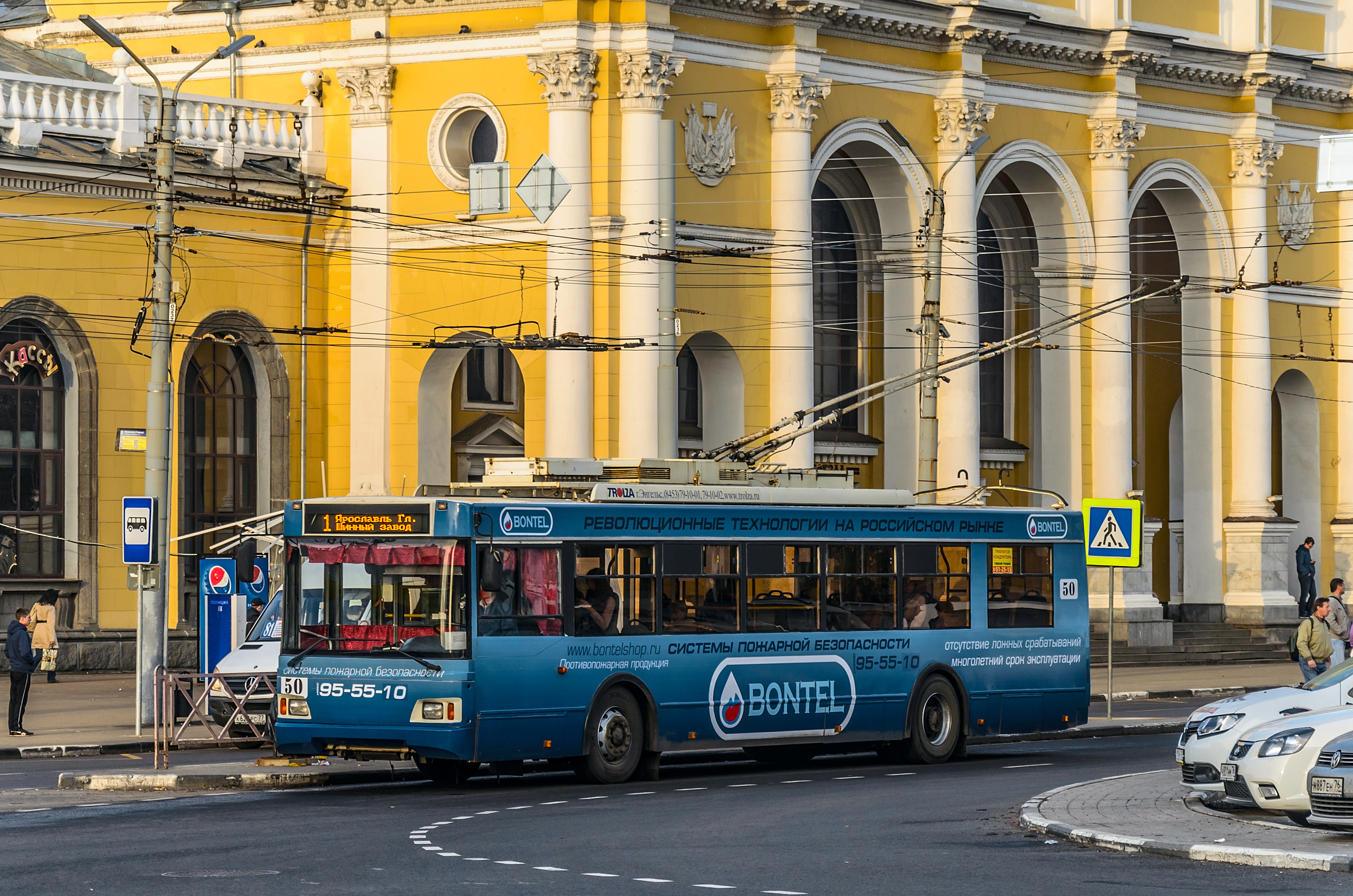
Modèle TrolZa-5275'07